# Sancho Prowansalski
Sancho Prowansalski (ur. 1161, zm. 1223) – hrabia Prowansji w latach 1181–1185, hrabia Cerdanyi od 1185 do śmierci i Roussillon od 1168 do śmierci (w obydwu ostatnich hrabstwach realną władzę w 1212 oddał synowi).

## Życiorys
Sancho był najmłodszym synem i piątym dzieckiem Rajmunda Berengara IV Świętego, hrabiego Barcelony i Petroneli Aragońskiej, dziedziczki Królestwa Aragonii i córki Ramiro II Mnicha z Agnieszką Akwitańską. W 1168 otrzymał od swego starszego brata Rajmunda Berengara III Prowansalskiego hrabstwo Cerdanyi, zawierające strategiczne twierdze Carcassonne i Narbonne. Po zamordowaniu tegoż brata w 1181 roku ich najstarszy brat, Alfons II Aragoński, przekazał Sanchy w zarząd Prowansję. Cztery lata później Alfons II usunął brata z funkcji, aby zbudować pokój z hrabstwem Tuluzy i na tym stanowisku osadził swego małoletniego syna, Alfonsa II. W 1185 Sancho został hrabią Roussillon. W 1209 roku jego bratanek Piotr II Katolicki nadał mu tytuły pana Prowansji i Langwedocji. Od 1214 do 1218, gdy zrezygnował, był regentem małoletniego Jakuba I Zdobywcy. Zmarł w 1223 roku.
Przed 1184 roku poślubił Ermesindę z Rocabertí, córkę Jofré z Rocabertí i Ermesinda z Vilademuls. W 1185 roku poślubił Sancha Núñez de Lara, córkę Nuño Péreza de Lary, szlachcica i Teresy Fernández de Traby, kochanki króla Leónu Ferdynanda II. Z tego małżeństwa miał jednego syna, Nuño Sáncheza (ok. 1185–1242), hrabiego Roussillon i Cerdanyi oraz córkę, Sanchę, żonę Guerau d'Aniorta.